# 건빵선생과 별사탕
《건빵선생과 별사탕》은 2005년 4월 13일부터 2005년 6월 2일까지 방송된 SBS 수목 드라마이다.

## 등장 인물
- 공효진 : 나보리 역
- 공유 : 박태인 역
- 김세현 : 지현우 역
- 최여진 : 노젬마 역
- 이효정 : 박중섭 역
- 장희진 : 오은별 역
- 신아 : 강리핑 역
- 차서린 : 이혜빈 역
- 고준희 : 김선아 역
- 박기영 : 방수현 역
- 정겨운 : 이호준 역
- 정의철 : 최창일 역
- 강도한 : 이유진 역
- 조상기 : 남성기 역
- 박인환 : 황갑수 역
- 조형기 : 도칠환 역
- 김윤경 : 오수연 역
- 오윤아 : 은성 역
- 이윤지 : 나선재 역
- 현영 : 조지아 역
- 남창희 : 김백준 역
- 서준영 : 박재인 역
- 양금석 : 학교 이사장 영애 역
- 한유라 : 예지 역
- 유다인 : 유다인 역
- 이은 : 무협파 학생 역
- 양주호 : 김영송 역
- 신현탁 : 박만창 역
- 최상학 : 문엽 역
- 송진영 : 조필 역

## 시청률
| 회차        | 방송일          | TNmS 시청률    | TNmS 시청률 |
| 회차        | 방송일          | 대한민국(전국) |             |
| ----------- | --------------- | -------------- | ----------- |
| 제1회       | 2005년 4월 13일 | 9.6%           |             |
| 제2회       | 2005년 4월 14일 | 11.0%          |             |
| 제3회       | 2005년 4월 20일 | 9.5%           |             |
| 제4회       | 2005년 4월 21일 | 12.6%          |             |
| 제5회       | 2005년 4월 27일 | 11.1%          |             |
| 제6회       | 2005년 4월 28일 | 10.6%          |             |
| 제7회       | 2005년 5월 4일  | 10.9%          |             |
| 제8회       | 2005년 5월 5일  | 12.9%          |             |
| 제9회       | 2005년 5월 11일 | 9.2%           |             |
| 제10회      | 2005년 5월 12일 | 12.1%          |             |
| 제11회      | 2005년 5월 18일 | 9.9%           |             |
| 제12회      | 2005년 5월 19일 | 12.4%          |             |
| 제13회      | 2005년 5월 25일 | 8.8%           |             |
| 제14회      | 2005년 5월 26일 | 13.0%          |             |
| 제15회      | 2005년 6월 1일  | 14.1%          |             |
| 제16회      | 2005년 6월 2일  | 15.9%          |             |
| 평균 시청률 | 평균 시청률     | 11.5%          |             |

## 이모저모
- 이 드라마에 앞서 차태현을 주연으로 한 형제 이야기를 기획했으나 이런저런 사정으로 무산됐다.[2]
- KBS 2TV 월화 미니시리즈 러브홀릭과 소재가 유사하다는 지적이 있었다[3]
- 학교폭력 수위가 회를 거듭할수록 높아졌다는 지적을 받아왔다.[4]